# Cyrtodactylus fumosus
Cyrtodactylus fumosus là một loài thằn lằn trong họ Gekkonidae. Loài này được Müller mô tả khoa học đầu tiên năm 1895.

## Hình ảnh

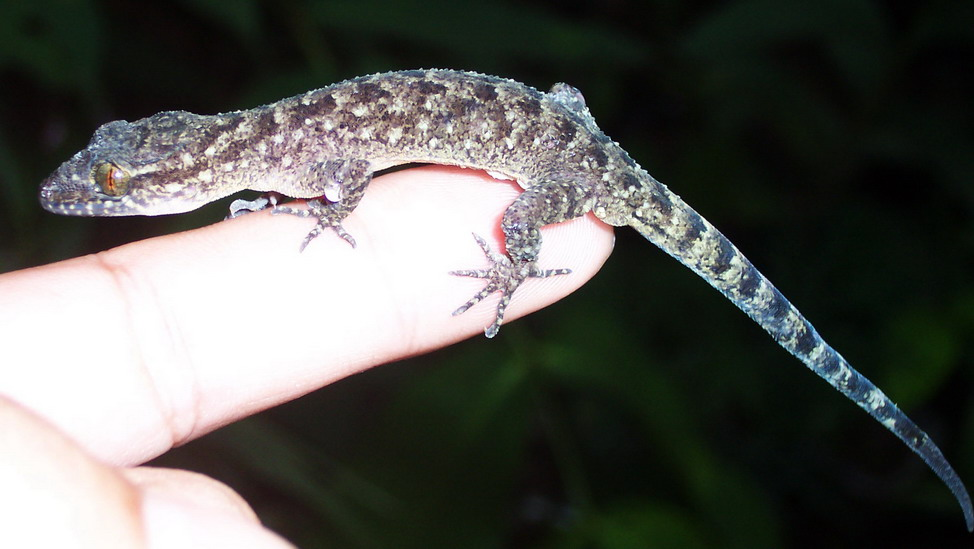
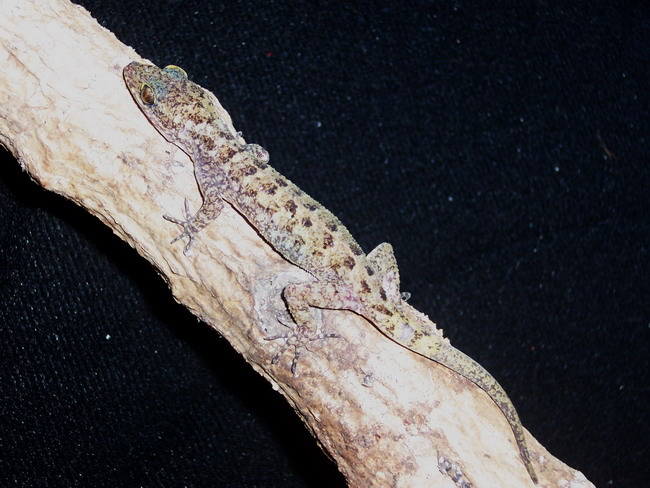
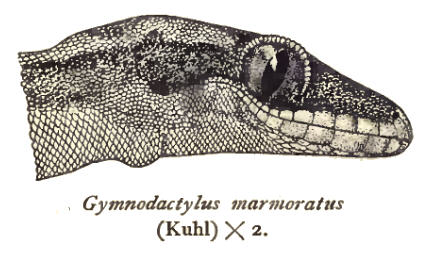
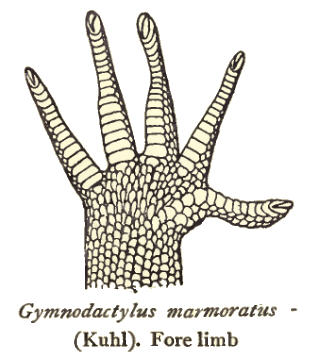